# BlackBerry Limited
BlackBerry Limited (Istoric: Research in Motion) este o companie canadiană fiind lider proiectant, producător și comerciant de soluții wireless inovatoare pentru piața de comunicații mobile la nivel mondial. Prin dezvoltarea de pachete integrate hardware, software și servicii compatibile cu multiple standarde de rețea fără fir, BlackBerry asigură platforme și soluții pentru acces direct la informații sensibile la timp, inclusiv e-mail, telefon, mesaje SMS, Internet și aplicații intranet.

## Istoric
BlackBerry Limited este cunoscut în primul rând ca producător și furnizor de dispozitive BlackBerry wireless și servicii de e-mail.